# Io e te abbiamo perso la bussola
Io e te abbiamo perso la bussola è il terzo album di Piero Ciampi, pubblicato nel 1973.
L'album è presente nella classifica dei 100 migliori album italiani secondo Rolling Stone alla 90ª posizione.

## Tracce
Lato A
1. Ha tutte le carte in regola (Ciampi-Marchetti)
2. Te lo faccio vedere chi sono io (Ciampi-Marchetti)
3. Il lavoro (Ciampi-Marchetti)
4. Mia moglie (Ciampi-Pavone-Marchetti)

Lato B
1. In un palazzo di giustizia (Ciampi-Pavone-Marchetti)
2. Bambino mio (Ciampi-Pavone-Marchetti)
3. Tu con la testa, io con il cuore (Ciampi-Marchetti)
4. Io e te, Maria (Ciampi-Marchetti)